# تيسير قيس
تيسير قيس (23 حزيران 1990) ممثل سوري صاعد، من مدينة دمشق. يدرس حالياً في قسم التمثيل والإخراج السينمائي في كوالالمبور، ماليزيا.

شارك في مسلسل مسلسل في حضرة الغياب مع المخرج نجدة إسماعيل أنزور، كما كانت له مشاركة أخرى في مسلسل (كريزي) مع المخرج مصطفى البرقاوي. كما لعب دور البطولة في فيلم (في يوم ما) من إنتاج الجامعة الأوروبية.

## المسلسلات التي شارك فيها
- في حضرة الغياب
- كريزي - crazy